# Soyouz TM-10
Soyouz TM-10 est un vol avec équipage du vaisseau spatial Soyouz-TM soviétique Soyouz, lancé le 1er août 1990.

## Équipage
Décollage :
- Guennadi Manakov (1)
- Guennadi Strekalov (5)

Atterrissage :
- Guennadi Manakov (1)
- Guennadi Strekalov (5)
- Toyohiro Akiyama (1), Journaliste (Japon)[1]

## Paramètres de la mission
- Masse      : 7150 kg
- Périgée    : 198 km
- Apogée     : 219 km
- Inclinaison: 51.6°
- Période    : 88.7 minutes

## Points importants
10e expédition vers Mir.